# Свечин, Фёдор Александрович
Фёдор Александрович Свечин  (1844—1894) — автор охотничьих рассказов, коннозаводчик, действительный статский советник.

## Биография
Из дворян. Отец, Александр Павлович Свечин (1808—1859), — боевой офицер, в 1843 году в чине майора вышедший в отставку. Мать, Александра Ивановна (урождённая Зарудная; 1823—1900), — родная сестра известного деятеля судебной реформы 1860-х годов С. И. Зарудного. Отец был лошадником, дядя — охотником, сам Свечин «унаследовал обе страсти: и к лошадям, и к собакам». Получил первоначальное домашнее образование. Окончив гимназию в Туле (1856—1861), Свечин без вступительных экзаменов был зачислен на юридический факультет Императорского Московского университета (1861), который окончил в 1866 году со степенью кандидата прав. Вернувшись после окончания в родовое село Ситово, был избран секретарём Ефремовского съезда мировых судей, потом мировым судьёй (1869), ефремовским уездным предводителем
дворянства (1870―1879); председателем съезда мировых судей Ефремовского округа (1873). Тульский губернский предводитель дворянства (1880—1885). Действительный статский советник (с 1883). Награждён орденами Святого Станислава 2-й и 4-й степеней, Святой Анны 2-й степени, Святого Владимира 3-й степени (1873—1880). Кавалер ордена Святого Станислава 1-й степени (1889).
Свечин был страстным охотником и содержал свору гончих собак, о которой шла слава среди знатоков и о которой не раз писал журнал «Природа и охота». Охотники, видевшие её в работе, выражали неподдельный восторг. Литературный дебют Свечина был поздним: рассказ «Воспоминания, впечатления и думы охотника» появился в московском «Журнале охоты» (1877), позднее вышедший отдельным изданием. Герой рассказа «Финоген Семёнович. (Быль)» (опубликован дважды: 1879 и 1880) — вольноотпущенный, с 1812 года дворовый человек в имении Свечиных, егерь старой школы, «последний из могикан», неизменный спутник автора по охоте и его учитель. Свечин беспристрастно фиксирует и индивидуально-характерологические стороны героя (умён, наблюдателен, «скуп до чрезвычайности», самоуверен и хвастлив), и типические — доживающего представителя крепостной эпохи: Финоген Семенович любил и «почитал» «настоящих господ», презирал «простой народ», и в т. ч. себя, освобождение же крестьян 1861 года «просто ненавидел» и не примирился с ним до конца жизни. Рассказ, написанный под влиянием тургеневских «Записок охотника», вызвал одобрение самого И. С. Тургенева; последние слова героя о душе, ставшей «уже не моей, а боговой», вольно процитировал в дневнике Л. Н. Толстой. В 1879 году в журнале «Природа и охота» были напечатаны рассказы под общим названием «Наброски из действительной охотничьей жизни» (отдельное издание — СПб., 1879, с подзаголовком «Посвящается всем товарищам по охоте»), положившие начало целой серии небольших произведений (1881—1890).
В 1893 году в журнале «Охота» появился последний рассказ «Диана и Фемида, или Фантазия и действительность» — о том, как охота примирила «тяжущихся» крестьян. Черты дворян, провинциальной жизни, рассыпанные в рассказах Свечина, легко согласуются с его образом жизни. Как пишет коннозаводчик Я. И. Бутович, Свечин — «барин-хлебосол, широкая натура, владелец превосходного рысистого завода», «страстный охотник… Как человек чрезвычайно добрый и очень любезный и отзывчивый, он привлёк в свое племенное село Ситово… разнообразных лиц, и жизнь там текла… в выводках, охотах, пикниках и посещениях соседей».
Помимо собак, охоты и литературы Свечин имел ещё одно страстное увлечение — лошадей; был известным коннозаводчиком, содержал завод рысистых лошадей, которые на Всероссийских выставках 1873, 1882 и 1891 годов отмечались высокими наградами.